# 무주지
무주지(無主地) 또는 라틴어로 테라 눌리우스(Terra nullius, 라틴어로 "누구에게도 속하지 않은 땅"이라는 로마법 말)는 국제 공법에서 어떤 국가의 주권도 미치지 않은 영토 또는 이전에 주권을 행사했던 어떤 국가도 명시적 또는 암시적으로 주권을 포기한 영토를 의미한다. 무주지의 영토 주권은 점령하면 얻을 수 있지만, 이 경우 일부 국제법이나 조약을 위반하는 행위가 될 수도 있다.

## 과거 무주지였던 영토

### 스발바르 제도
스발바르 제도는 1920년 2월 9일 스발바르 조약으로 노르웨이가 섬의 주권을 행사하기 전 까지는 무주지로 여겨졌다. 스코틀랜드, 네덜란드, 덴마크-노르웨이 모두 17세기에 이 섬의 주권을 주장했지만, 실상 영구적으로 점령한 국가는 없었다. 스발바르 제도를 거쳐 가는 사람들은 여름에 쉬러 가는 고래잡이 어선들과 1620년대, 1630년대 보내진 한두 번의 월동 탐험밖에 없었다.

### 그린란드
노르웨이가 1920년대 그린란드 동부(당시에는 무인도)를 점령하고 영유권을 주장하면서, 원래는 이 섬은 무주지였다고 주장했다. 이 문제는 상설국제사법재판소에서 노르웨이와의 재판을 통해 결정되었다.

### 스카버러 암초
필리핀과 중화인민공화국은 동시에 남중국해에 위치하고 루손섬에서 가까운 스카버러 암초의 영유권을 주장했다. 필리핀은 이 지역이 무주지이고 배타적 경제 수역(EEZ)라고 주장했다. 중국은 이 섬이 13세기 중국인 어부가 발견했다고 주장했다. 과거 중화민국은 1912년 이후 이 지역에 대한 영유권을 주장한 바 있었다.

### 뉴질랜드
1840년, 중위 윌리엄 홉슨은 영국 정부의 명령에 따라 뉴질랜드의 남섬이 문명화된 사람들이 거주하고 있지 않는 무주지이므로 국왕의 정치적 점령 원칙에 맞는 땅이라고 선포했다. 홉슨의 결정으로 소규모 프랑스 정착민들이 1840년 뱅크스반도의 아카로아 방향으로 방향을 트는 데 영향을 주었다.

### 캐나다
브리티시컬럼비아의 첫 부총독인 요시프 투르치는 퍼스트 네이션이 영토를 소유한 적이 없었으며, 따라서 무시할 수 있다고 주장했다. 이것이 브리티시컬럼비아주가 대부분 확실하지 않은 영토로 남게 된 원인이었다.
캐나다 대법원에서 판결한 원주민 권리에 대한 구에린 대 여왕 판례에서는 대법원이 정부는 퍼스트 네이션에 대한 수탁자의 의무가 있으며, 원주민만의 쉬 게네리스(Sui generis) 한 권리가 있다고 판결했다. 이후, 더 복잡한 논의가 뒤따르게 되었고 "수탁자"에 대한 일반적인 의미가 좁아졌다.

### 구아노섬
1856년 8월 18일 구아노 제도법으로 인해 미국 시민권을 가진 사람들은 구아노가 존재하는 섬을 점유할 수 있었다. 이 섬은 다른 정부의 관할에 있거나 점유하고 있지만 않는다면, 즉 무주지라면 어디에 위치해 있든지 상관없었다. 또한, 미국 대통령은 이를 위해 군대를 파견하고 미국의 사법권을 파견할 수 있었다.

### 피너클 제도
동중국해에 위치한 분쟁 지역인 무인도 센카쿠 열도(암초명 피너클 제도)는 일본이 19세기까지 이 섬이 무주지였다고 주장했다. 이 주장은 중화인민공화국 및 중화민국은 받아들이지 않았다. 일본은 1894년~1895년 청일 전쟁 동안 이 섬을 장악했다.

### 부르키나파소-니제르
부르키나파소와 니제르 국경 사이 두 영토에 인접한 좁은 띠 모양의 영토는 2013년 국제 사법 재판소의 판결이 있을 때까지 어느 국가도 영유권을 주장하고 있지 않은 무주지였다. 현재는 이 무주지가 니제르의 영토가 되었다.

## 현재 무주지인 영토

이집트의 주장 영토(노랑, 초록)과 수단의 주장 영토(파랑, 초록) 및 비르 타윌(하양)을 보여주는 지도.

### 비르 타윌
이집트와 수단 사이에 있는 2,060km2 넓이의 비르 타윌은 1899년과 1902년의 경계 차이로 인해 만들어졌다. 한 국경은 비르 타윌이 수단 소속이고 할라입 트라이앵글이 이집트 소속으로 되어 있지만, 다른 국경은 이와 반대로 그려져 있다. 두 나라는 홍해와 닿아 있고 영토가 더 큰 할라입 트라이앵글을 서로의 영토라고 주장하고 있으며, 반대로 비르 타윌은 어느 나라도 영유권을 주장하고 있지 않고 있다. 사실상 이 비르 타윌은 이집트가 점유하고 있지만, 이집트가 공식적으로 만드는 지도에서는 비르 타윌이 포함되어 있지 않다. 2014년 상반기까지는 비르 타윌에는 거주하고 있는 사람이 없었으나, 2014년 6월 중순 무렵 미국 버지니아 주의 한 시민이 가족들과 함께 이곳을 방문하여 '북수단 왕국'을 설립, 선포하였다. 마이크로네이션의 특성상 공식 국가로 인정될지는 불투명하나, '북수단 왕국'에서는 이집트를 비롯한 주변국들의 승인을 받기 위해 노력 중이다.

### 시가 및 기타 포켓

초록색 지역은 크로아티아의 통제하에 있지만 세르비아 크로아티아 모두 영유권을 주장하지 않은 무주지다.

세르비아-크로아티아 국경 분쟁으로 인해, 다뉴브강 서부 둑 지역에는 그 누구도 영유권을 주장하지 않는 영역이 몇 곳 있다. 시가, 포켓 1, 포켓 2, 포켓 3으로 총 4개의 무주지가 있다. 가장 큰 시가 지역에서 2015년에 리버랜드 자유국이 선포되었다.

### 남극
1959년 서명한 남극 조약에서는 소련과 미국을 제외한 어떤 국가도 영유권 주장을 할 수 없게 되어 있지만 여러 국가가 남극에 대한 영유권 주장을 하고 있다. 하지만 마리버드랜드의 대부분(서경 150도 동쪽)은 그 누구도 영유권 주장을 하고 있지 않다.

### 공해
1982년 해양법에 관한 유엔 협약에 따라서, 공해와 공해 해저부는 협약 서명국들에게서 인류의 공동 유산으로 묶여져 누구도 영유권을 주장할 수 없다.

### 천체
1967년 우주 조약에 따라서, 달과 기타 천체를 포함한 우주 공간은 사용, 점령, 또는 임의의 수단을 통해 국가가 영유권을 주장하고 점유하는 것이 인정되지 않는다. 이 조약에서는 인류의 공동 유산으로 속하여 어떤 누구도 영유권을 주장할 수 없는 무주지이다.

## 같이 보기
- 원주민 명칭
- 오스트레일리아
  - 헨리 레놀드
  - 역사 전쟁
  - 마보 대 퀸즐랜드
  - 위크인 대 퀸즐랜드
- 남극
  - 마리버드랜드
- 비르 타윌
- 영토 주장
- 명백한 운명
- 무인지대
- 중립지대
- 무주물 (Res nullius)
- 미접촉부족
- 우티 포시데티스

## 참고 문헌
- Connor, Michael. "The invention of terra nullius", Sydney: Macleay Press, 2005.
- Culhane, Dara. The Pleasure of the Crown: Anthropology, Law, and the First Nations. Vancouver: Talon Books, 1998.
- Lindqvist, Sven. Terra nullius. A Journey through No One's Land. Translated by Sarah Death. Granta, London 2007. Pbk 2008. The New Press, New York 2007. Details here
- Rowse, Tim. "Terra nullius" - The Oxford Companion to Australian History. Ed. Graeme Davison, John Hirst and Stuart Macintyre. Oxford University Press, 2001.